# دلار ساکاگاویا
دلار ساکاگاویا (انگلیسی: Sacagawea dollar) (همچنین به عنوان «دلار طلایی» شناخته می‌شود) یک سکه یک دلاری ایالات متحده است که در سال ۲۰۰۰ معرفی شد، اگرچه برای گردش عمومی بین سال‌های ۲۰۰۲ تا ۲۰۰۸ و دوباره از سال ۲۰۱۲ به بعد به دلیل عدم محبوبیت عمومی در بین مردم و تقاضای کم تجارت ضرب نشده‌است. این سکه‌ها دارای هسته مسی هستند که با برنج منگنز پوشانده شده‌است و رنگ طلایی متمایز به آنها می‌دهد. روی این سکه دارای یک طرح از گلنا گوداکر است. از سال ۲۰۰۰ تا ۲۰۰۸، پشت سکه یک طرح از عقاب در حال پرواز توسط توماس دی. راجرز را نشان می‌داد. از سال ۲۰۰۹، طرح پشت دلار ساکاگاویا هر سال تغییر می‌کند و هر طرح در این سری جنبه‌های متفاوتی از فرهنگ بومیان آمریکا را به تصویر می‌کشد. این سکه‌ها با عنوان «دلار بومی آمریکا» به بازار عرضه می‌شوند.